# Guinga

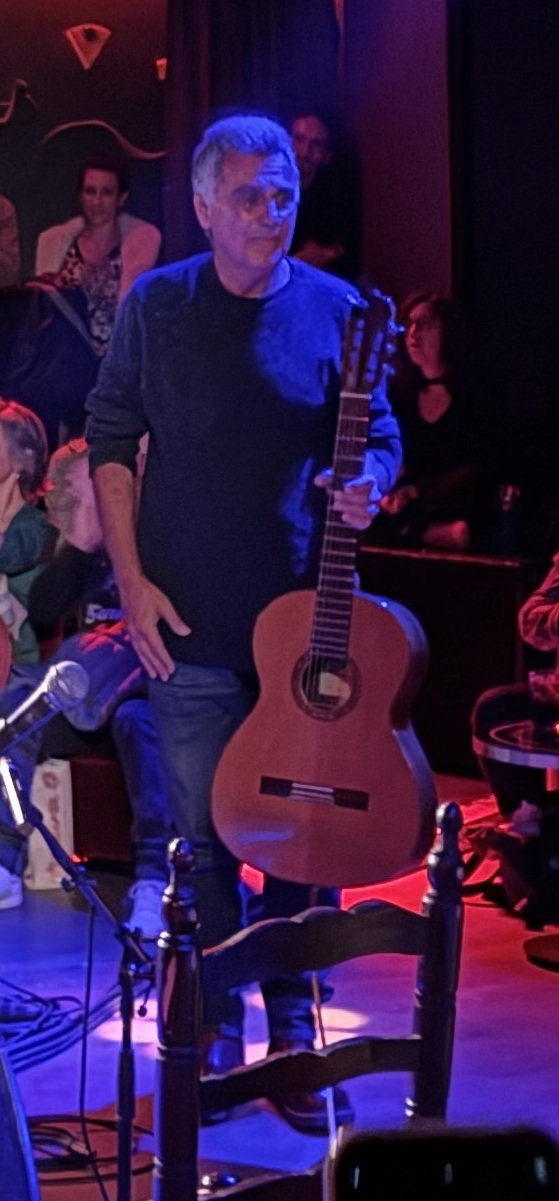
Guinga, 2024

Guinga (Carlos Althier de Souza Lemos Escobar; * 10. Juni 1950 in Rio de Janeiro) ist ein brasilianischer Komponist und Gitarrist.

## Leben
Guinga begann im Alter von dreizehn Jahren Gitarre zu spielen und studierte später fünf Jahre klassische Gitarre bei Jodacil Damasceno. Sechzehnjährig begann er zu komponieren und war bereits im Folgejahr beim Festival Internacional da Canção vertreten. Er arbeitete als Komponist u. a. mit Paulo Cesar Pinheiro, Aldir Blanc, Chico Buarque, Nei Lopes, Sergio Natureza, Nelson Motta, Simone Guimarães und Francisco Bosco zusammen. Seine Songs wurden von Elis Regina, Michel Legrand, Sergio Mendes, Leila Pinheiro, Chico Buarque, Clara Nunes, Ivan Lins und anderen aufgenommen.
Als Gitarrist begleitete Guinga Musiker wie Beth Carvalho, Alaíde Costa, Cartola und João Nogueira. Er trat bei Jazzfestivals in Italien, Spanien und Dänemark auf und nahm am Festival Guitarras del Mundo in Argentinien teil. 2005 unternahm er mit einem eigenen Quartett eine Tournee durch die USA. Seine Diskographie umfasst etwa zwanzig Alben, und er wurde viermal mit einem Premio Sharp ausgezeichnet. Sein Album Rasgando Seda (2012) war für den Latin Grammy als beste Instrumental-CD des Jahres nominiert.

## Diskographie
- Simples e Absurdo, 1991
- Suíte Leopoldina, 1999
- Cine Baronesa, 2001
- A Música Brasileira, 2002
- Noturno Copacabana, 2003
- Graffiando Vento, 2004
- Dialetto Carioca, 2007
- Rasgando Seda, 2012
- Francis e Guinga, 2013
- Roendopinho, 2014
- Porto da Madama, 2015
- Mar Afora, 2015
- Avenida Atlântica, 2017
- Canção da Impermanência, 2017
- Passos e Assovio, 2018